# Nikolai Minev
Nikolai Nikolàiev Minev (en búlgar: Николай Минев) (Rousse, Bulgària, 8 de novembre de 1931 - 10 de març de 2017) fou un jugador i escriptor d'escacs búlgar, que tenia el títol de Mestre Internacional des de 1960.
Va contribuir a les primeres edicions de l'Encyclopaedia of Chess Openings i de l'Encyclopaedia of Chess Endings (vegeu bibliografia sobre finals d'escacs). En Minev i la seva muller van emigrar cap als Estats Units a mitjans dels anys 1980.

## Resultats destacats en competició
Fou campió de Bulgària tres cops, els anys 1953, 1965 i 1966, i també hi fou primer ex aequo en l'edició de 1951, tot i que va perdre el torneig-matx de desempat contra Alexander Tsvetkov i Milko Bobotsov. Va participar sis cops, representant Bulgària, a les Olimpíades d'escacs (1954, 1956, 1958, 1960, 1962 i 1966).
Els seus millors resultats internacionals van ser: tercer lloc a Varna el 1960, segon a Varsòvia el 1961, empat al primer lloc a Sombor el 1966, i al segon lloc a Albena el 1975.

## Llibres
- Minev, Nikolay; Bobekov, Radko; Milev, Zdravko. Shakhmatni Kombinatsii.  Medichina i Fizkultura, 1961.

- Minev, Nikolay. Karo Kan.  Medichina i Fizkultura, 1967.

- Minev, Nikolay. Strategiyah i Taktika na Shakhmata.  Medichina i Fizkultura, 1969.

- Minev, Nikolay; Neikirkh, Oleg. Parvi s Tapki b Shakhmata.  Medichina i Fizkultura, 1972.

- Minev, Nikolay. Sitsilianska Zatsita Variant "Drakon".  Medichina i Fizkultura, 1976.

- Minev, Nikolay; Yuchormanski, N. Bulgariyah na Shakhmatnite Olimpiadi.  Medichina i Fizkultura, 1978.

- Minev, Nikolay; Kaikamzozov, Zhivko. Klasichesko Benoni.  Medichina i Fizkultura, 1980.

- Minev, Nikolay. Ednotopovni Endtspili.  Medichina i Fizkultura, 1980.

- Minev, Nikolay. French Defense: New and Forgotten Ideas!.  Thinkers Press, 1988. ISBN 978-0-938650-36-2.

- Minev, Nikolay; Seirawan, Yasser. Take My Rooks.  International Chess Enterprises, 1991. ISBN 978-1-879479-01-2.

- Minev, Nikolay; Seirawan, Yasser; Donaldson, John. Alekhine in the Americas.  International Chess Enterprises, 1992. ISBN 978-1-879479-06-7.

- Minev; Seirawan, Yasser. B12: Caro-Kann.  Sahovski Informator, 1993. ISBN.

- Minev, Nikolay; Seirawan, Yasser; Donaldson, John. Alekhine in Europe and Asia.  International Chess Enterprises, 1993. ISBN 978-1-879479-12-8.

- Minev, Nikolay. King's Indian Defense: Tactics, Ideas, Exercises.  International Chess Enterprises, 1993. ISBN 978-1-879479-13-5.

- Minev, Nikolay; Donaldson, John. Akiba Rubinstein: Uncrowned King.  International Chess Enterprises, 1994. ISBN 978-1-879479-19-7.

- Minev, Nikolay; Donaldson, John. Akiba Rubinstein: The Later Years.  International Chess Enterprises, 1995. ISBN 9781879479272.

- Minev, Nikolay. The Sicilian Defense: Last Decade (1986-1995), 250 Good and Bad Ideas.  International Chess Enterprises, 1995. ISBN 978-1-879479-28-9.

- Minev, Nikolay. Caro-Kann: Fantasy Variation.  The Chess Library, 1996. ISBN 978-0-966188-90-5.

- Minev, Nikolay. Miguel Najdorf: King of the King's Indian Defense.  The Chess Library, 1997. ISBN 978-0-966188-91-2.

- Minev, Nikolay. French Defense 2: New and Forgotten Ideas!. 2a edició.  Thinkers Press, 1998. ISBN 978-0-938650-92-8.

- Minev, Nikolay. Mastering Tactical Ideas.  International Chess Enterprises, 2000. ISBN 978-1-879479-83-8.

- Minev, Nikolay. Dutch Defense: New and Forgotten Ideas!.  Thinkers Press, 2003. ISBN 978-1-888710-01-4.

- Minev, Nikolay. A Practical Guide to Rook End Games.  Russell Enterprises, 2005. ISBN 978-1-888690-22-4.

- Minev, Nikolay; Donaldson, John. Akiba Rubinstein: Uncrowned King. 2a edició.  Russell Enterprises, 2007. ISBN 978-1-888690-29-3.

- Minev, Nikolay. David Bronstein: Fifty Great Short Games.  The Chess Library, 2008. ISBN 978-0-9661889-2-9.

- Minev, Nikolay. Tony Miles: Fifty Great Short Games.  The Chess Library, 2008. ISBN 978-0-9661889-3-6.

- Minev, Nikolay. Rudolf Spielmann: Fifty Great Short Games.  The Chess Library, 2008. ISBN 978-0-9661889-4-3.

- Minev, Nikolay; Donaldson, John. Akiba Rubinstein: The Later Years. 2a edició.  Russell Enterprises, 2009. ISBN.